# Ginásio Pernambucano
El Ginásio Pernambucano és una història institució d'ensenyament mitjà de la ciutat de Recife, capital de Pernambuco. Fundat en 1825 és el col·legi més antic del país en funcionament. L'antiga seu està localitzada a la Rua de l'Aurora i l'entitat posseeix una segona unitat situada en l'Avinguda Cruz Cabugá, totes dues en el barri de Sant Amaro.

## Història
Va ser inaugurat el 1825, per decret del president provincial José Carlos Mairink da Silva Ferrão. La institució fou creada sota el nom de Liceu Provincial de Pernambuco, funcionant en les dependències del Convent del Carmo. No seria batejat amb el nom Ginásio Pernambucano fins al 14 de maig de 1855.
Aquell mateix any es va col·locar la primera pedra del que és la seva seu històrica, al carrer Aurora, acabant així amb un seguit de trasllats. Tot i el suport de l'emperador Pere II, que fins i tot va desplaçar-se per visitar les obres, el nou centre no va obrir fins al desembre de 1866.
El col·legi ha tingut diversos noms des de llavors (Instituto Benjamin Constant, Colégio Pernambucano i Colégio Estadual de Pernambuco), tornant a la seva denominació actual des de 1974. Deu anys després, l'edifici va entrar en la llista de bens patrimonials protegits per l'IPHAN.
A començaments del segle xxi, l'estat de Pernambuco va iniciar un model de gestió públicoprivada del ginásio després d'acceptar l'entrada d'un grup del sector de l'educació per aportar recursos econòmics que garantissin la viabilitat del centre, amb capacitat per decidir sobre el currículum escolar ofert.

## Alumnes
Entre les figures preeminents del Brasil que van assistir al Ginásio Pernambucano, es troben:
- Clarice Lispector, escriptora.[6]
- Leopoldo Nachbin, matemàtic.[7]
- Ariano Suassuna, escriptor.[6]
- Celso Furtado, ministre d'economia.[6]
- Agamenon Magalhães, governador de Pernambuco.[8]
- Amaury de Medeiros, metge i polític.[9]
- Assis Chateaubriand, periodista i editor.[10]
- Epitácio Pessoa, president de la República.[11]
- João Barbalho Uchôa Cavalcanti, jutge del Tribunal Suprem Federal.[11]
- Joaquim Cardozo, poeta i enginyer.[12]
- Joaquim Francisco, governador de Pernambuco.[13]
- José Lins del Rego, escriptor.[11]
- Orlando Parahym, diputat estatal.[13]